# Stachel im Fleisch
Stachel im Fleisch ist ein deutscher Spielfilm von Heidi Genée aus dem Jahr 1981. Die Kritik sah darin nur eine „Wiederholung der Themen (cf. der Regisseurin) bei gleichzeitiger Verflachung“.

## Inhalt
Ines und Hans versuchen, mit einer Urlaubsreise ihre bröckelnde Ehe zu retten. Mit drei Kindern, der Großmutter, und einigen Hamstern geht es im überladenen Auto nach Sardinien. Doch im Urlaubsort treten die Risse in den Beziehungen erst richtig zu Tage: Die Ehe ist hoffnungslos zerrüttet; Ines hat einen Geliebten; die Kinder wollen mit der Familie nichts mehr zu tun haben; die Großmutter verlässt den Urlaubsort; auch der kleine Sohn haut ab.

## Produktion
Grundlage für die Finanzierung von Stachel im Fleisch waren etwa 400.000 D-Mark, die Heidi Genée aufgrund des Erfolgs ihres Films 1+1=3 von der Filmförderungsanstalt erhielt.

## Kritiken
- Das Lexikon Filme im Fernsehen urteilt: „Beißende Satire auf Männlichkeitswahn, Frauensehnsucht, leere Harmonie. Ein nachdenklich machender, leiser Film.“